# Ichneumon silvicola
Ichneumon silvicola là một loài tò vò trong họ Ichneumonidae.